# Nachwuchs-Basketball-Bundesliga 2022/23
Die Saison 2022/23 ist die siebzehnte Spielzeit der Nachwuchs-Basketball-Bundesliga. Die Saison beginnt im Oktober 2022 mit den Spielen der Hauptrunden A und B, auf die ab März 2023 mehrere Aufstiegs- und Abstiegsrunden sowie Play-offs zur Ermittlungen der Teilnehmer am Top-Four-Turniers folgen soll. Das Finalturnier, bei dem der deutsche Meister ermittelt wird, wurde in die Ballsporthalle nach Frankfurt am Main vergeben, die damit nach 2017 und 2022 zum dritten Mal Austragungsort sein wird.
Als amtierender Deutscher Meister ging Alba Berlin in die Saison.

## Modus
40 Mannschaften spielen aufgeteilt in Hauptrunde A (2 Gruppen mit je 8 Teams) und Hauptrunde B (4 Gruppen mit je 6 Teams). In den beiden Gruppen der Hauptrunde A spielen die Play-off-Teilnehmer der Vorsaison, in den Gruppen der Hauptrunde B die Mannschaften der Vorsaison, die sich sportlich für die Saison 2019/20 qualifiziert haben, sowie erfolgreiche Qualifikationsteilnehmer.
In der Hauptrunde A spielt jede Mannschaft zwei Spiele gegen die anderen Mannschaften ihrer Gruppe. Die besten 6 Mannschaften jeder Gruppe ziehen danach in die Play-offs ein, die die restlichen vier Mannschaften haben das Teilnahmerecht in der Hauptrunde B für die Folgesaison erworben.
Auch die Mannschaften der Hauptrunde B spielen zunächst im Ligamodus gegeneinander. Die besten zwei Mannschaften jeder Gruppe spielen danach eine Aufstiegsrunde gegeneinander. Die besten 4 Mannschaften der Aufstiegsrunde ziehen in die Play-offs ein, die restlichen vier Mannschaften haben das Teilnahmerecht für die Hauptrunde B der Folgesaison erworben. Die restlichen Mannschaften der Hauptrunde B spielen im Ligasystem eine Abstiegsrunde in zwei Gruppen. Die beiden Letztplatzierten jeder Abstiegsrundengruppe sind die Absteiger der Saison und müssen sich in der Folgesaison erneut qualifizieren. Die anderen Mannschaften der Abstiegsrunde spielen in der Folgesaison erneut in der Hauptrunde B.
Alle Play-off-Teilnehmer haben für die Saison 2022/23 das Teilnahmerecht an der Hauptrunde A erworben. Die Play-offs werden im Modus Best of three ausgetragen. Die vier besten Mannschaften ziehen in das Top-Four-Turnier ein. Der Gewinner dieses Schlussturniers ist deutscher Meister.

## Teilnehmer

### Qualifikation
Die NBBL-Qualifikation wurde am 11., 12. und 19. Juni 2022 ausgetragen. Insgesamt 11 Mannschaften, die auf drei Gruppen aufgeteilt waren, traten in einem Rundenturnier gegeneinander an. Im Modus „Jeder gegen Jeden“ wurden die jeweiligen Gruppensieger gekürt, die das Startrecht für die Saison erhielten. Die drei Zweitplatzierten (Hanau, Karlsruhe, Köln) spielten am zweiten Qualifikationswochenende ein Dreierturnier um die letzte vakante NBBL-Teilnahmeberechtigung.
| Gruppe A                                                          | Gruppe B                       | Gruppe C                      |
| ----------------------------------------------------------------- | ------------------------------ | ----------------------------- |
| Rheinstars Köln                                                   | Dresden Titans                 | Young Tigers Tübingen         |
| BBA Hagen                                                         | TenneT Young Heroes            | Ahorn Camp BIS Baskets Speyer |
| Baskets Juniors Koblenz                                           | Schick Group White Wings Hanau | PS Karlsruhe Lions            |
|                                                                   | ASC Therasianum Mainz          | VfL Kirchheim Knights         |
| unterstrichen = Veranstalter fett = für Hauptrunde B qualifiziert |                                |                               |

### Gruppeneinteilung

#### Hauptrunde A
| Hauptrunde A (Nord) | Hauptrunde A (Süd) |
| ------------------- | ------------------ |
|                     |                    |
|                     |                    |
|                     |                    |
|                     |                    |
|                     |                    |
|                     |                    |
|                     |                    |
|                     |                    |

#### Hauptrunde B
| Hauptrunde B (Nord-Ost) | Hauptrunde B (Nord-West) | Hauptrunde B (Süd-Ost) | Hauptrunde B (Süd-West) |
| ----------------------- | ------------------------ | ---------------------- | ----------------------- |
|                         |                          |                        |                         |
|                         |                          |                        |                         |
|                         |                          |                        |                         |
|                         |                          |                        |                         |
|                         |                          |                        |                         |
|                         |                          |                        |                         |

## Tabellen

### Hauptrunde A
- Bei Punktgleichheit entscheidet der direkte Vergleich
- Stand: Ende der Hauptrunde A[7]

|  | = Play-off-Plätze (Plätze 1 bis 6)                                       |
|  | = Teilnahmerecht für Hauptrunde B in der Saison 2020/21 (Plätze 7 und 8) |

#### Nord
| # | Mannschaft | Siege | Niederlagen | Punkte | Korbpunkte |
| - | ---------- | ----- | ----------- | ------ | ---------- |
| 1 |            |       |             |        |            |
| 2 |            |       |             |        |            |
| 3 |            |       |             |        |            |
| 4 |            |       |             |        |            |
| 5 |            |       |             |        |            |
| 6 |            |       |             |        |            |
| 7 |            |       |             |        |            |
| 8 |            |       |             |        |            |

#### Süd
| # | Mannschaft | Siege | Niederlagen | Punkte | Korbpunkte |
| - | ---------- | ----- | ----------- | ------ | ---------- |
| 1 |            |       |             |        |            |
| 2 |            |       |             |        |            |
| 3 |            |       |             |        |            |
| 4 |            |       |             |        |            |
| 5 |            |       |             |        |            |
| 6 |            |       |             |        |            |
| 7 |            |       |             |        |            |
| 8 |            |       |             |        |            |

### Hauptrunde B
- Bei Punktgleichheit entscheidet der direkte Vergleich
- Stand: Ende der Hauptrunde B[7]

|  | = Teilnahme an Aufstiegsrunde (Platz 3 bis 6) (Plätze 1 und 2) |
|  | = Teilnahme an Abstiegsrunde (Platz 3 bis 6)                   |

#### Nordost
| # | Mannschaft | Siege | Niederlagen | Punkte | Korbpunkte |
| - | ---------- | ----- | ----------- | ------ | ---------- |
| 1 |            |       |             |        |            |
| 2 |            |       |             |        |            |
| 3 |            |       |             |        |            |
| 4 |            |       |             |        |            |
| 5 |            |       |             |        |            |
| 6 |            |       |             |        |            |

#### Nordwest
| # | Mannschaft | Siege | Niederlagen | Punkte | Korbpunkte |
| - | ---------- | ----- | ----------- | ------ | ---------- |
| 1 |            |       |             |        |            |
| 2 |            |       |             |        |            |
| 3 |            |       |             |        |            |
| 4 |            |       |             |        |            |
| 5 |            |       |             |        |            |
| 6 |            |       |             |        |            |

#### Südost
| # | Mannschaft | Siege | Niederlagen | Punkte | Korbpunkte |
| - | ---------- | ----- | ----------- | ------ | ---------- |
| 1 |            |       |             |        |            |
| 2 |            |       |             |        |            |
| 3 |            |       |             |        |            |
| 4 |            |       |             |        |            |
| 5 |            |       |             |        |            |
| 6 |            |       |             |        |            |

#### Südwest
| # | Mannschaft | Siege | Niederlagen | Punkte | Korbpunkte |
| - | ---------- | ----- | ----------- | ------ | ---------- |
| 1 |            |       |             |        |            |
| 2 |            |       |             |        |            |
| 3 |            |       |             |        |            |
| 4 |            |       |             |        |            |
| 5 |            |       |             |        |            |
| 6 |            |       |             |        |            |

## Auf- und Abstiegsrunden

### Aufstiegsrunden
- Bei Punktgleichheit entscheidet der direkte Vergleich
- Stand: 16. März 2020[7]

|  | = Play-off-Plätze (Plätze 1 und 2)                                       |
|  | = Teilnahmerecht für Hauptrunde B in der Saison 2020/21 (Plätze 3 und 4) |

#### Nord
| # | Mannschaft | Siege | Niederlagen | Punkte | Korbpunkte |
| - | ---------- | ----- | ----------- | ------ | ---------- |
| 1 |            |       |             |        |            |
| 2 |            |       |             |        |            |
| 3 |            |       |             |        |            |
| 4 |            |       |             |        |            |

#### Süd
| # | Mannschaft | Siege | Niederlagen | Punkte | Korbpunkte |
| - | ---------- | ----- | ----------- | ------ | ---------- |
| 1 |            |       |             |        |            |
| 2 |            |       |             |        |            |
| 3 |            |       |             |        |            |
| 4 |            |       |             |        |            |

### Abstiegsrunden
- Bei Punktgleichheit entscheidet der direkte Vergleich
- Stand: 16. März 2020[7]

|  | = Teilnahmerecht für Hauptrunde B in der Saison 2020/21 (Plätze 1 bis 6)    |
|  | = Kein automatisches Teilnahmerecht für die Saison 2020/21 (Plätze 7 und 8) |

#### Nord
| # | Mannschaft | Siege | Niederlagen | Punkte | Korbpunkte |
| - | ---------- | ----- | ----------- | ------ | ---------- |
| 1 |            |       |             |        |            |
| 2 |            |       |             |        |            |
| 3 |            |       |             |        |            |
| 4 |            |       |             |        |            |
| 5 |            |       |             |        |            |
| 6 |            |       |             |        |            |
| 7 |            |       |             |        |            |
| 8 |            |       |             |        |            |

#### Süd
| # | Mannschaft | Siege | Niederlagen | Punkte | Korbpunkte |
| - | ---------- | ----- | ----------- | ------ | ---------- |
| 1 |            |       |             |        |            |
| 2 |            |       |             |        |            |
| 3 |            |       |             |        |            |
| 4 |            |       |             |        |            |
| 5 |            |       |             |        |            |
| 6 |            |       |             |        |            |
| 7 |            |       |             |        |            |
| 8 |            |       |             |        |            |